# Terrignano
Terrignano è una frazione del comune di Paliano in provincia di Frosinone nel Lazio.

## Geografia fisica

### Territorio
Si trova in posizione collinare ad una altezza media di 350 m s.l.m.

### Clima
Classificazione climatica: zona E, 2566 GR/G
Nel territorio c'è il clima continentale, con inverno freddo ed estate calda con la presenza di afa.

## Amministrazione
Nel 1927, a seguito del riordino delle Circoscrizioni Provinciali stabilito dal regio decreto N°1 del 2 gennaio 1927, per volontà del governo fascista, quando venne istituita la provincia di Frosinone, Terrignano passò dalla provincia di Roma a quella di Frosinone e quindi nel comune di Paliano.